# (680) Геновева
(680) Геновева (нем. Genoveva) — астероид главного пояса, который относится к спектральному классу X. Он был открыт 22 апреля 1909 года германским астрономом Августом Копффом в Обсерватории Хайдельберг-Кёнигштуль. Назван в честь героини пьесы «Женевьева» Кристиана Хеббеля. Тиссеранов параметр относительно Юпитера — 3,070.